# Niwa Fumio

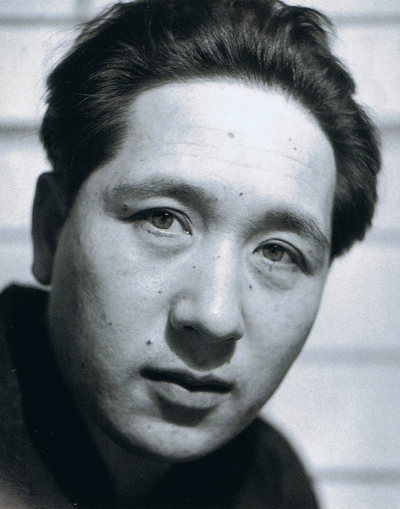
Niwa Fumio, 1954

Niwa Fumio (japanisch 丹羽 文雄; * 22. November 1904 in Yokkaichi in der Präfektur Mie; † 20. April 2005 in Musashino in der Präfektur Tokio) war ein japanischer Schriftsteller.

## Leben
Niwa wurde als ältester Sohn eines Priesters der buddhistischen Sekte Jōdo-Shinshū geboren. Als Fumio 4 Jahre alt war, verließ die Mutter die Familie mit einer Schausteller- und Wandertruppe. Niwa wuchs bei seinem Vater im Tempel Sogen-ji, nahe Nagoya auf, was sein Denken nachhaltig beeinflussen sollte.
Er schloss sein Studium der japanischen Literatur an der Waseda-Universität ab und ließ sich 1932 in Tokio als Schriftsteller nieder. Bis zu seiner Heirat 1935 hatte er mit Ayu (Die Forelle) einen ersten literarischen Durchbruch erzielt. Während des Zweiten Weltkrieges wurde Niwa als Kriegsberichterstatter an die Pazifikfront geschickt. Er nahm an der Schlacht vor Savo Island teil und wurde in Tulagi verwundet. Die Kriegsereignisse spiegeln sich wider in den Werken Kaisen und Kaeranu chūtai, die beide zensiert wurden.
Nach dem Krieg wandte sich Niwa einer mehr auf das Menschliche zielenden Thematik zu. In dieser überaus produktiven Zeit schrieb er mehr als 80 Erzählungen, über 100 Kurzgeschichten und Essays. In dieser Zeit entsteht auch Niwas wahrscheinlich bekannteste Erzählung Das verhasste Alter (Iyagarase no Nenrei, 1947). In seinem Spätwerk wendet Niwa sich dem Leben und Denken von Shinran (1173–1262), dem Begründer der Jōdo-Shinshū zu.
Niwa wurde mit zahlreichen Literaturpreisen geehrt. Seit 1964 war er Mitglied der Akademie der Künste und viele Jahre Präsident des japanischen Schriftstellerverbandes. 1986 erkrankt er an Alzheimer, was seine Tochter Honda Keiko zum Thema ihres Buches Kaigo no hibi (介護の日々) macht. Niwa starb im Alter von 100 Jahren 2005 an einer Lungenentzündung.

## Preise und Auszeichnungen
- 1953 Noma-Literaturpreis für Hebi to hato
- 1960 Mainichi-Kunstpreis für Kao
- 1966 Yomiuri-Literaturpreis für Ichiro
- 1977 Kulturorden für sein Lebenswerk

## Werke (Auswahl)

### Romane
- 1935 Ayu (鮎)
- 1939 Kaeranu chūtai (還らぬ中隊)
- 1941 Na no hana toki made (菜の花時まで)
- 1942 Kaisen (海戦)
- 1947 Zeiniku (贅肉)
- 1948 Iyagarase no nenrei (厭がらせの年齢)
  - dt. Das verhasste Alter – Erzählungen. Übersetzt von Monique Humbert (aus dem Englischen), Berlin Volk und Welt, 1981
- 1948 Kokuheki (哭壁)
- 1953 Hebi to hato (蛇と鳩)
- 1953 Kinryōku  (禁猟区)
- 1955 Bodaiju (菩提樹)
- 1956 Ueru tamashii (飢える魂)
- 1957 Nichinichi no haishin (日日の背信)
- 1958 Unga (運河)
- 1960 Kao (顔)
- 1961 Kenshin (献身)
- 1961Utsukushiki uso (美しき嘘)
- 1965 Inochi narikeri (命なりけり)
- 1966 Mashin (魔身)
- 1967 Ichiro (一路)
- ? Tamashii no tamesareru toki (魂の試される時)
- 1971 Kaihyō no oto (解氷の音)
- ? Tōji Kikyō (蕩児帰郷)
- 1980 Yamahada (山肌)
- 1981 Shiki no senritsu (四季の旋律)
- 1982 Higata (干潟)
- 1982 Jukai (樹海)

### Essays
- Gorufu sōdan (ゴルフ談義)
- Gorufu jōtatsuhō (ゴルフ上達法)
- Eiji shūto tassei (エイジ・シュート達成)
- Watashi no shōsetsuhō (私の小説作法)
- Waga haha, waga yu, waga jinsei (わが母、わが友、わが人生)
- Ningen Funahashi Seiichi (人間・舟橋聖一)
- Hitowa o hijō no sakka to yobu (ひと我を非情の作家と呼ぶ)
- Kizuna (絆)